# Glåmos
Glåmos (sydsamiska: Kloemege) är en kyrkby och tidigare tätort i Røros kommun i Trøndelag fylke i mellersta Norge. Orten ligger vid älven Glåma, där fylkesväg 6532 möter fylkesväg 6536, vid sidan av fylkesväg 30 och Rørosbanan, norr om staden Røros. Här finns Glåmos kyrka.
Tidigare har orten utgjort centralort i  dåvarande Glåmos kommun.
Sedan 2002 räknas orten inte längre som en tätort.

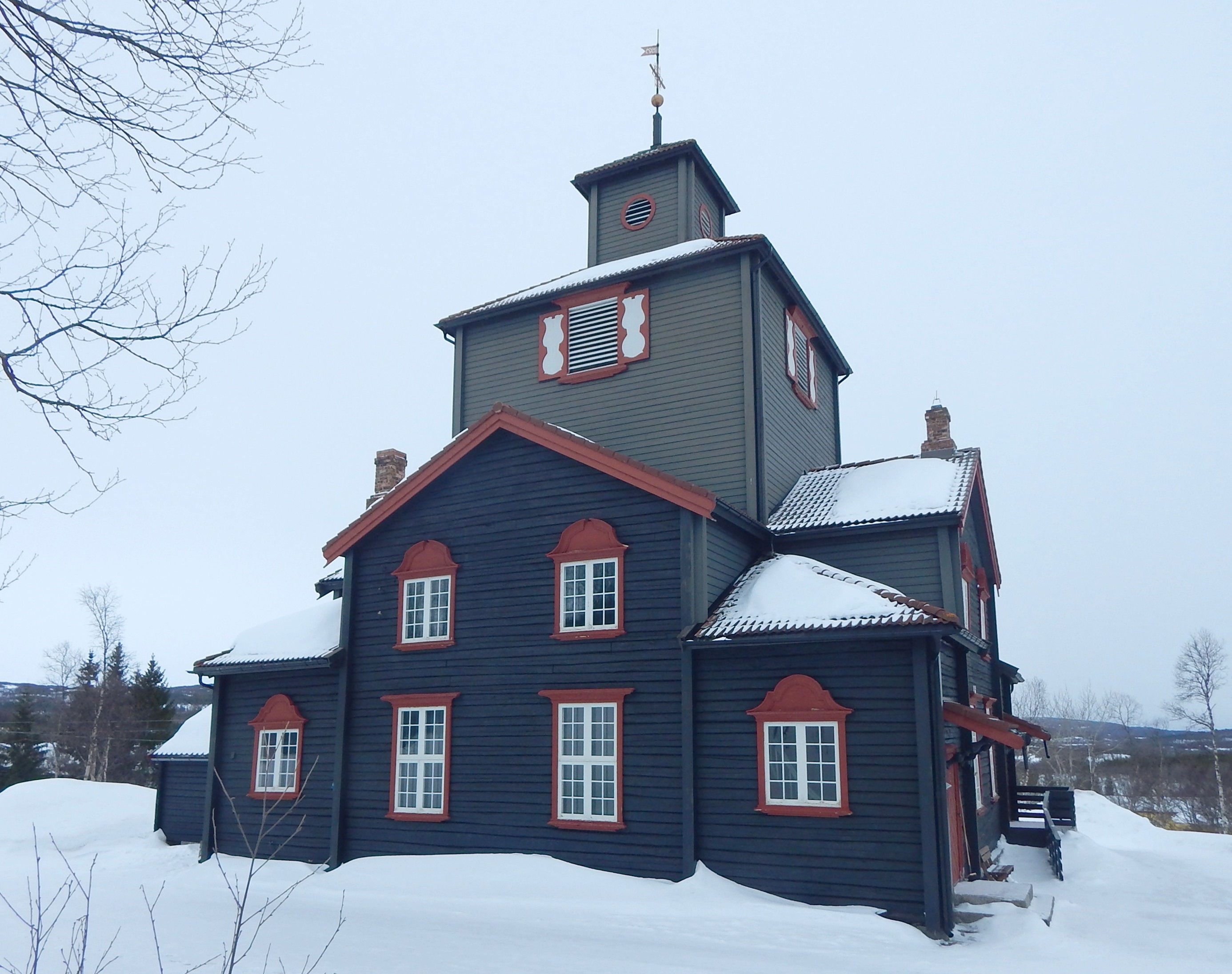
Glåmos kyrka.